# Sodena e la Vinadièra
Sodena e la Vinadièra (en francès Soudaine-Lavinadière) és un municipi francès situat al departament de la Corresa i a la regió de la Nova Aquitània.

## Demografia
| 1962                                       | 1968 | 1975 | 1982 | 1990 | 1999 | 2007 |
| ------------------------------------------ | ---- | ---- | ---- | ---- | ---- | ---- |
| 274                                        | 319  | 271  | 233  | 229  | 193  | 217  |
| Des de 1962: població sense dobles comptes |      |      |      |      |      |      |

## Administració
| Període   | Identitat             | Partit |
| --------- | --------------------- | ------ |
| 1989-2008 | Jean-Pierre Plantadis | PCF    |
| 2008-     | Bruno Gaugnion        |        |